# Commana
Commana is een gemeente in het Franse departement Finistère, in de regio Bretagne. De plaats maakt deel uit van het arrondissement Morlaix. Commana telde op 1 januari 2022 994 inwoners.

## Geografie
De oppervlakte van Commana bedroeg op 1 januari 2022 39,9 vierkante kilometer; de bevolkingsdichtheid was toen 24,9 inwoners per km².

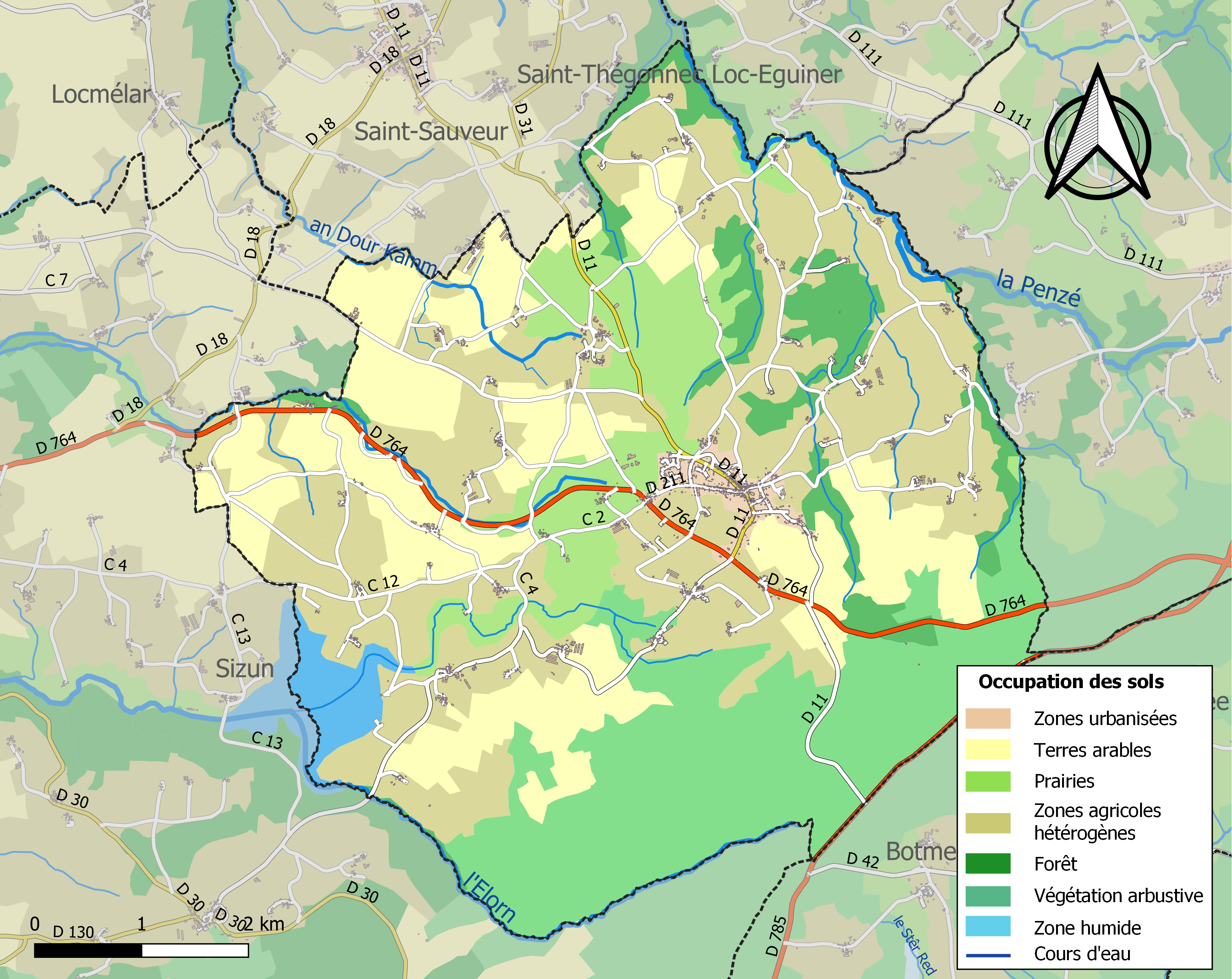
Kaart van de gemeente met belangrijkste infrastructuur, bodemgebruik en omliggende gemeenten

## Bezienswaardigheden
- de overdekte gaanderij, Frans: allée couverte, van Mougau-Bihan, ook de Tombeau des Géants genoemd.

Haar oorsprong wordt gesitueerd op het einde van het Neolithicum (3000 jaar voor Christus). Het stenen bouwwerk bestaat uit 24 megalieten en is 14 m lang. In de 19e eeuw is er opgraafwerk verricht maar daar is verder niets van bekend. In 1909 werd het monument geklasseerd.
- de kerkelijke muuromsluiting (Frans: enclos paroissial) ligt rondom de kerk Saint-Derrien (1592-1645).

Dit architecturaal geheel is kenmerkend voor de Basse-Bretagne, vooral in de Finistère. Het werd gebouwd in de 16e-17e eeuw. De triomfpoort langswaar het domein betreden wordt, is een eerste typisch onderdeel van de enclos paroissial. Andere karakteristieke elementen van de enclos die hier aanwezig zijn, zijn de parochiekerk, het kerkhof, het ossuarium of knekelhuis en de kalvarieberg, calvaire.
Vermeldenswaardig is het feit dat er twee kalvaries zijn. De eerste (1585) staat tussen de triomfpoort en het hoofdportaal en wordt bekroond door een gekruisigde Christus (1742). De tweede (1624) staat midden in het kerkhof en bestaat uit vier heiligen. Deze calvarie is het werk van Roland Doré, een plaatselijke architect en beeldhouwer die met zijn atelier erg bedrijvig was in de streek (een zestigtal gekende werken). Het hoofdportaal in renaissance-stijl en de klokkentoren (waarvan de spits 57 m hoog reikt) van de kerk vallen meteen op. Binnen trekken 3 altaarretabelen de aandacht. Het retabel van Sint-Anna is een meesterwerk van de barok uit de 17e eeuw. Het retabel van de vijf wonden (1852) toont een zittende Christus die zijn wonden laat zien. De doopvont (1656) wordt door een rijkelijk versierd baldakijn bekroond en omgeven. De enclos werd in 1915 als monument historique geklasseerd.

## Demografie
Onderstaande figuur toont het verloop van het inwonertal (bron: INSEE-tellingen).